# Human Cell Atlas
Human Cell Atlas je projekt s cílem vytvořit komplexní biologickou databázi s informacemi o všech typech lidských buněk. Je výsledkem spolupráce stovek biologů, technologů a softwarových inženýrů po celém světě. 
Výsledná sbírka dat má sloužit jako základ pro pochopení lidského zdraví, diagnostiku a léčbu nemocí.
Projekt není zaměřený jen na samotné buňky, ale také na jejich vzájemné interakce. Bez pochopení rozvětvené sítě těchto kontaktů totiž nelze plně pochopit mnohé buněčné funkce a jejich důsledky. Spousta informací v databázi byla získána studiem expresních profilů sledovaných buněk. 

## Historie
K oznámení iniciativy došlo v Londýně v říjnu 2016.

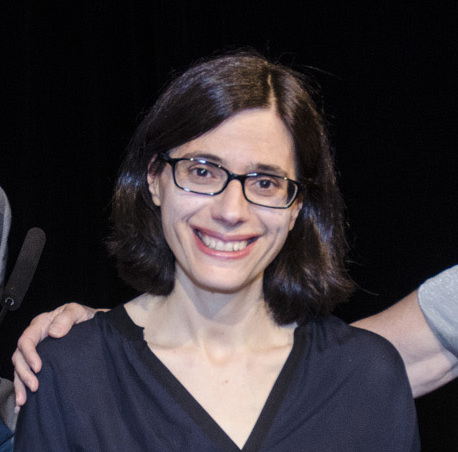
Aviv Regevová

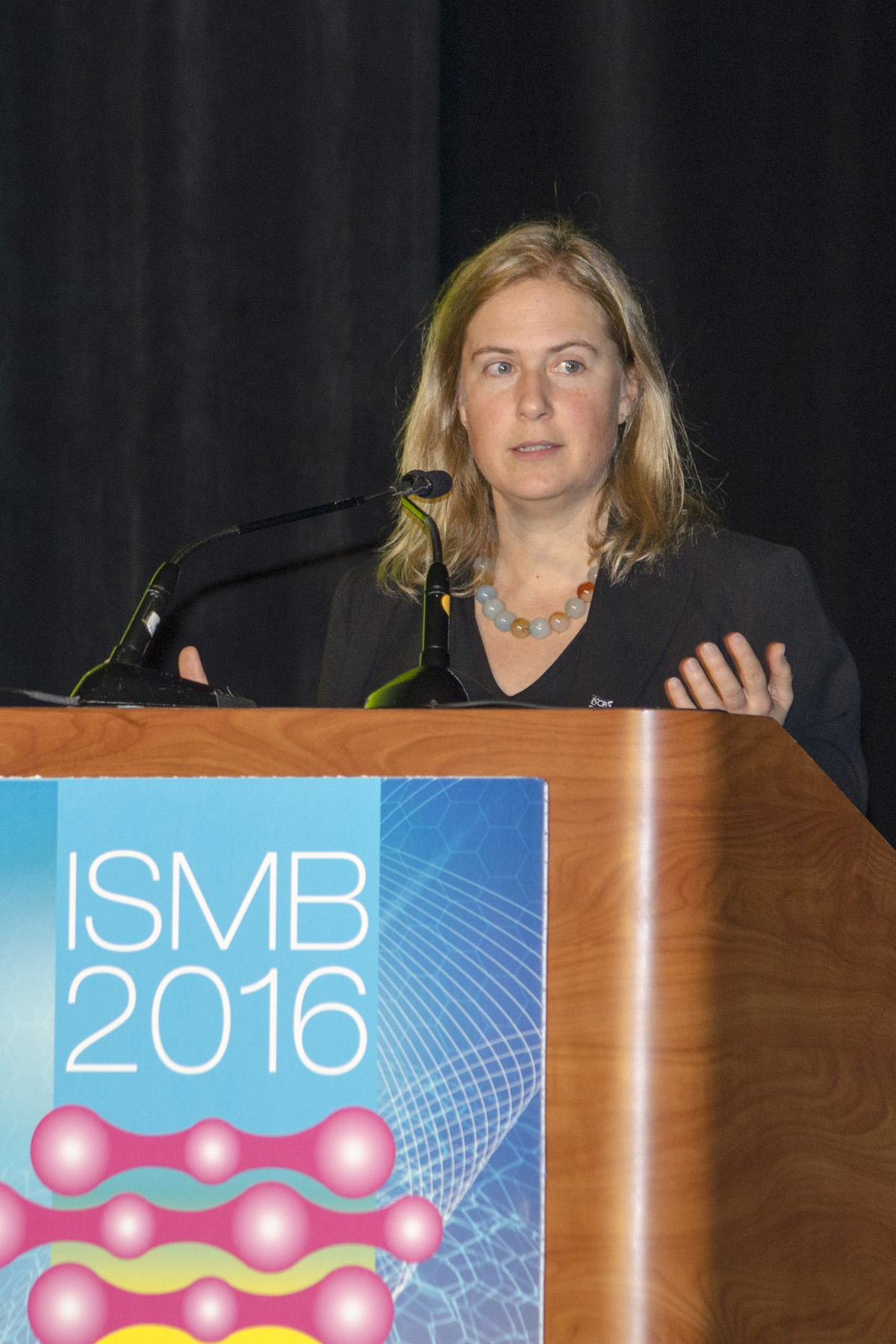
Sarah Teichmannová

Výpočetní a systémová bioložka Aviv Regevová a genetička Sarah Teichmanoová, vedoucí projektu, tam představily jeho cíle.  Stalo se tak na zahajovacím zasedání vědecké konference svolané instituty Welcome Trust, Welcome Trust Sanger a Broad.
První data byla veřejnosti zpřístupněna v dubnu 2018, jednalo se o informace získané z více než 530 000 imunitních buněk kostní dřeně a korové krve.

## Cíl projektu
Podle Regevové a Teichmanoové je hlavním cílem projektu Human Cell Atlas sesbírat a systematicky archivovat informace o všech 37 miliardách buněk, které tvoří lidské tělo. Má tak vzniknout referenční mapa. Na základě zpřístupnění a propojení poznatků by pak mělo být možné plně pochopit funkce některých buněčných typů a také zjistit, které geny jsou exprimovány kterou tkání. Jak popularizačně uvedla Regevová, kompletní kuchařka života je obsažena v každé buňce, ovšem každá buňka vaří jen některé recepty. Výsledkem podle ní bude „periodická tabulka našich buněk,“ nástroj, který umožní nespočet nových objevů. 
Prohloubení znalostí o chování zdravých buněk by navíc mohlo pomoci vývojářům léků ověřovat cytotoxicitu používaných látek. Lepší znalost buněk imunitního systému může zpřesnit výsledky krevních testů, prozkoumání střevních epiteliálních buněk zase poskytnout nový pohled na potravinové alergie a intolerance. Krom toho může HCA pomoci ověřit, zda hrají geny, které negativně ovlivňují jeden tkáňový typ, důležitou roli pro správné fungování jiné tkáně.
Očekává se také objev mnoha nových buněčných typů. 
Důležitým bodem charakterizujícím Human Cell Atlas je také idea, aby všechny informace byly veřejně přístupné a to zdarma.

## Data
Atlas kolektuje poznatky získané v rámci studií po celém světa a katalogizuje je na základě několika kritérií. Mezi nimi je typ buňky, její stav, původ a možné tranzice, anebo například lokalita v těle. Sbírané informace zahrnují genom, proteom, transkriptom, metabolom a fluxom. 
O významné rozšíření se zasadil Institut imunologie a epigenetiky Maxe Plancka. Tamní výzkumný program přispěl poznatky o 10 000 jaterních buňkách, které byly do výzkumu darovány devíti dobrovolníky a podrobeny RNA sekvenování (single-cell RNA sequencing).
Už v dubnu 2018, kdy byl veřejnosti poskytnut první dataset, bylo do rozšiřování atlasu zapojeno více než 480 výzkumníků, kteří poskytovali poznatky ze 185 projektů.

## Financování
Protože mezi cíle, které Human Cell Atlas charakterizují, patří, že jeho obsah má být volně a zdarma přístupný, jeho růst vychází z finančních prostředků poskytnutých sponzory po celém světě.  
Institut Chana Zuckerberga oznámil na podzim 2017 plán financovat 38 projektů, které s HCA souvisely a přispívaly do něj. Mezi sponzorovanými skupinami byl i Zuckermanův institut lékařství na Kolumbijské univerzitě. Grant s názvem „Strategie mapování lidské míchy a identifikace jejích buněk“ zase finančně podporuje zkoumání a katalogizaci genové aktivity míšních buněk. Ústav translační genomiky zase získal grant na vývoj metod zpracování a úchovy pevných tkání pro RNA sekvenování. Celá iniciativa ze strany Institutu vychází ze snahy podpořit výzkumné pracovníky, aby přispívali referenčními daty do HCA a podíleli se na tvorbě globálního informačního zdroje, který může být klíčem k pochopení nejrůznějších onemocnění.
Human Cell Atlas je finančně podporován i velkými institucemi, mezi ně patří Národní zdravotní institut Spojených států, Mantonova nadace a Evropská unie. Menší, ale velmi významní sponzoři jsou SciLifeLab, který podporuje projekty spojené s lidským vývojem, Helmsley Charitable Trust cílící na práce zkoumající buňky trávicí soustavy, CZI Pediatric Networks, CZI Seed Networks a EUH2020.

## Podobné projekty
Jako se HCA snaží zmapovat lidské buňky, existuje také mezinárodní projekt Human Genome Project (HGP) s cílem najít a osekvenovat všechny lidské geny. Dále jemu podobná encyklopedie DNA sekvencí ENCODE cílící na odhalení všech funkčních lidských genů  a švédský program Human Protein Atlas zaměřený na proteinové struktury v buňkách.